# 이케부쿠로

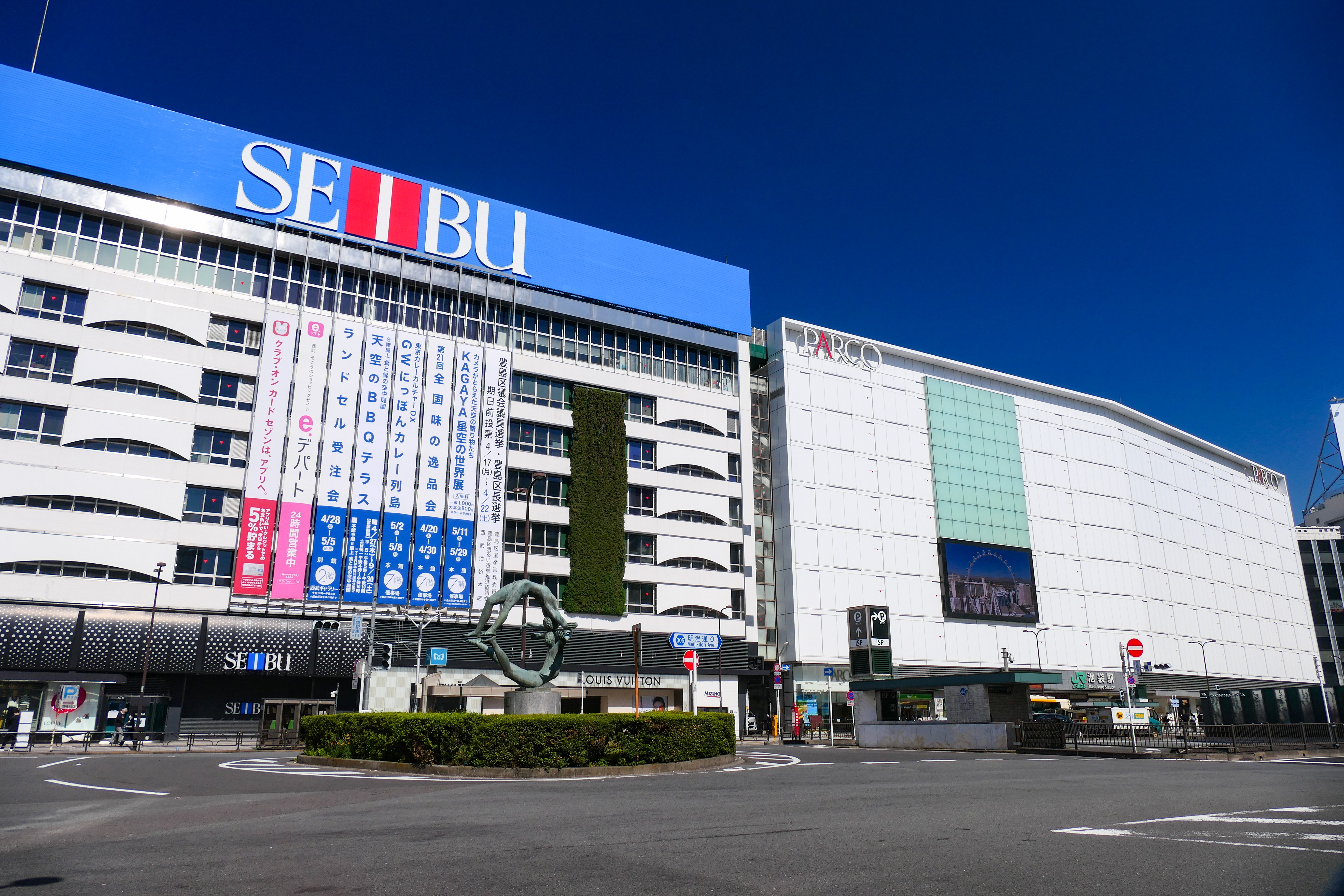
세이부 백화점, 로프트, 파르코

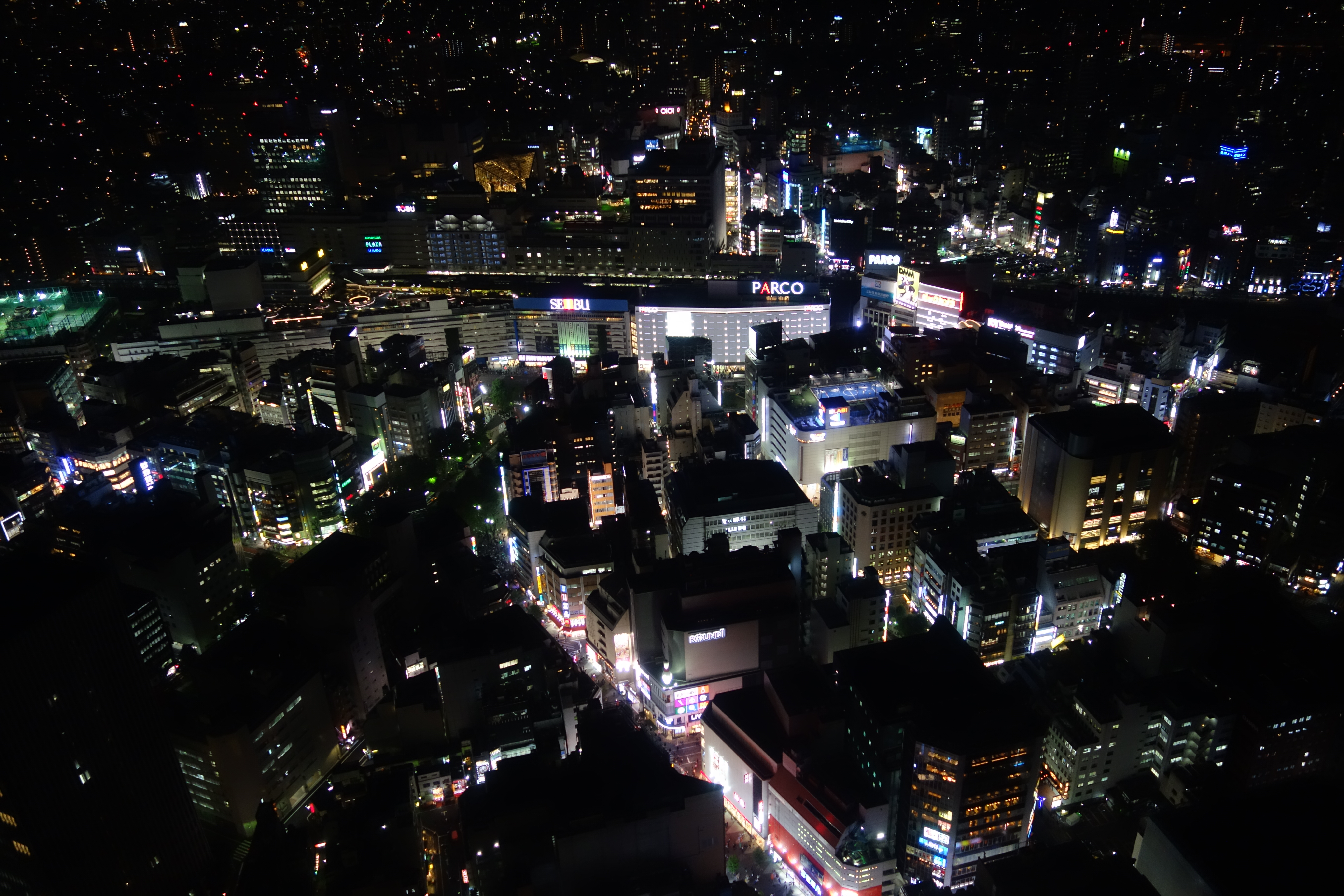
이케부쿠로

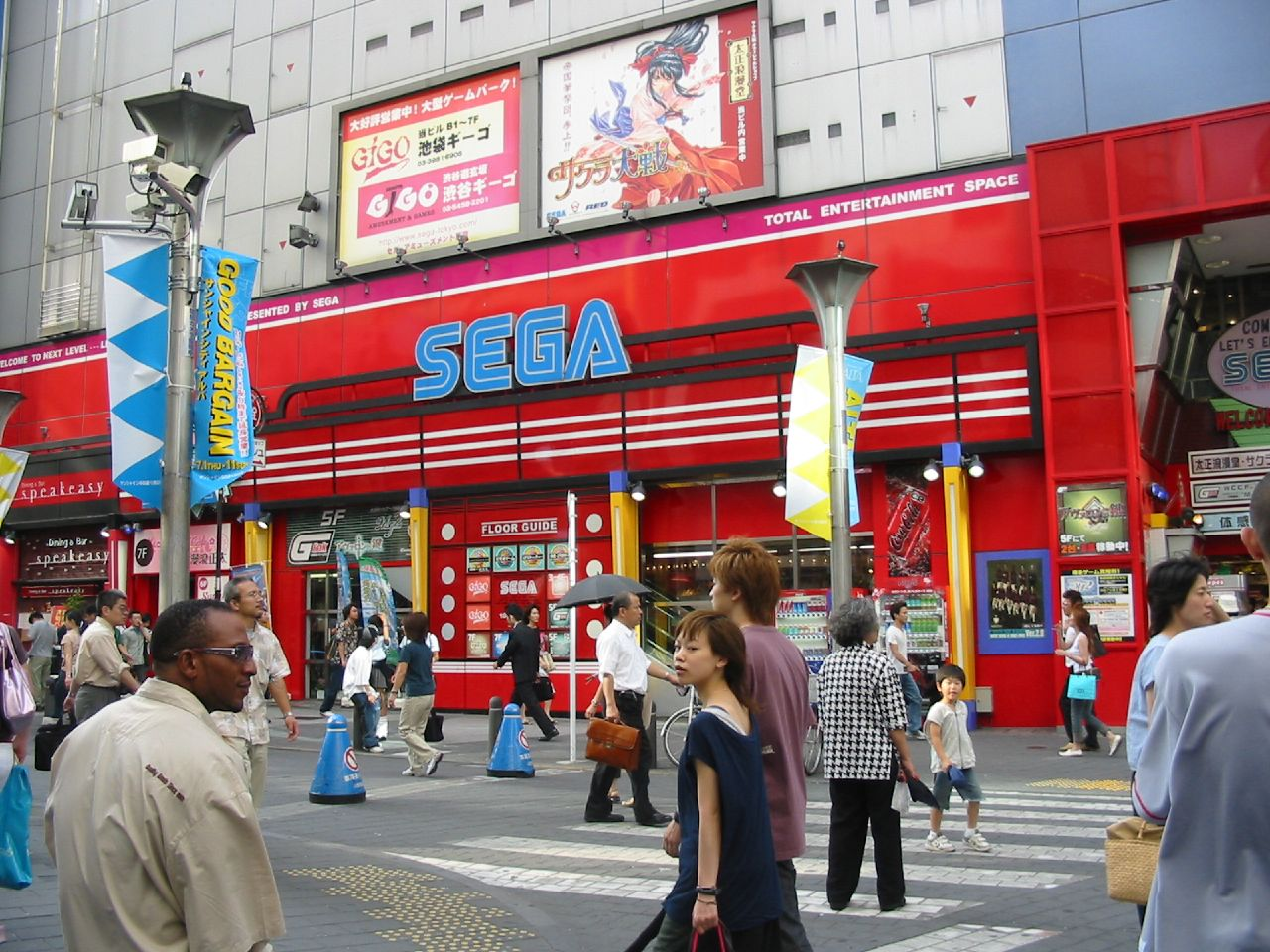
이케부쿠로에 있는 세가 어뮤즈먼트 센터

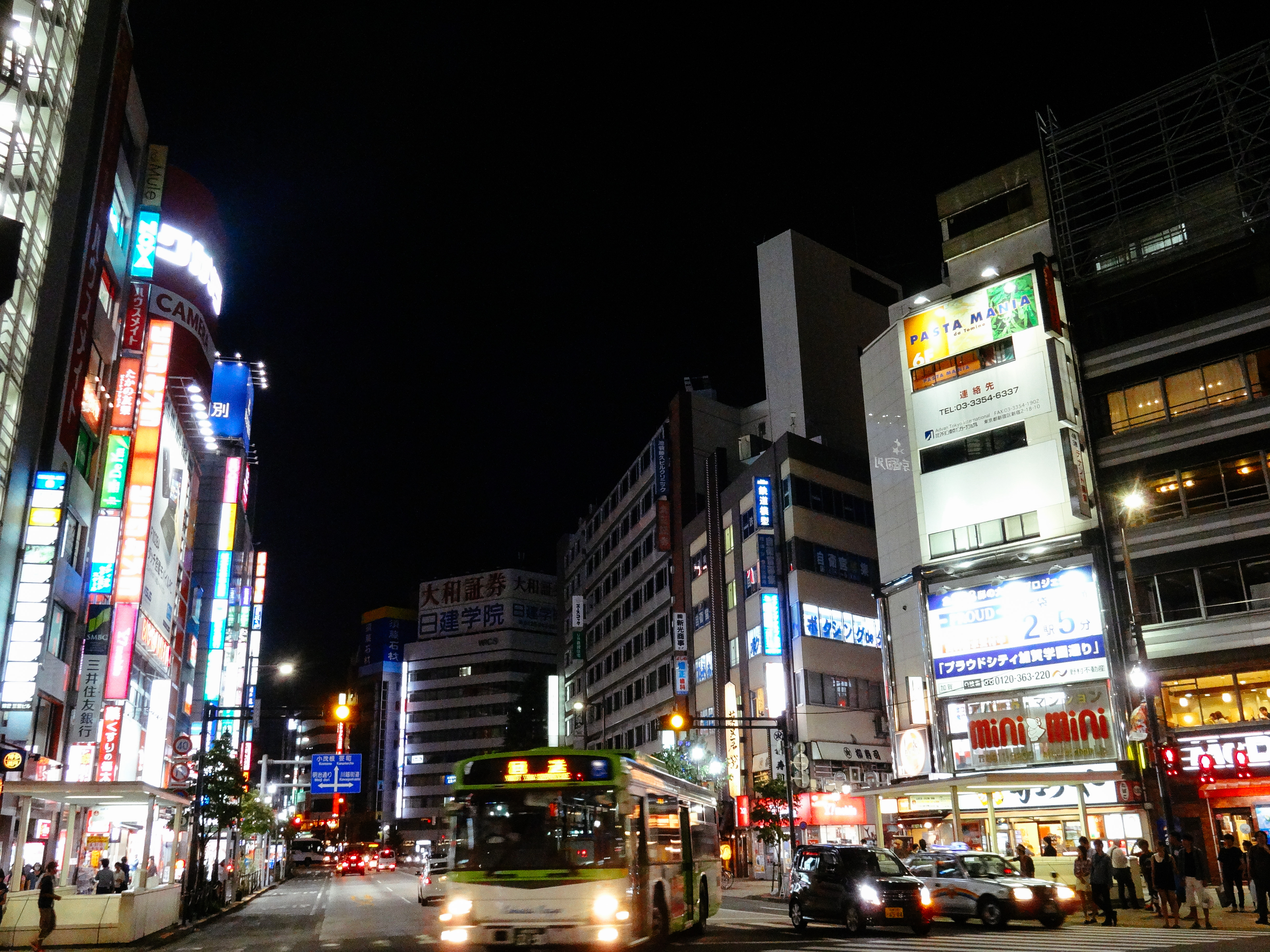
이케부쿠로의 야경

이케부쿠로(일본어: 池袋)는 도쿄도 도시마구에 속하는 중심가로, 이케부쿠로역을 중심으로 한 도쿄의 대표적인 번화가 및 유흥가이다. 도쿄의 부도심 중 하나이며, 도시마구에서 교통, 상업, 행정의 중심 지역이기도 하다. 행정 지명으로서의 이케부쿠로는 이케부쿠로역 북서쪽에 위치한 지명으로, 1초메부터 4초메까지 존재한다. 더 넓은 의미의 이케부쿠로는 미나미이케부쿠로(일본어: 南池袋), 히가시이케부쿠로(일본어: 東池袋), 니시이케부쿠로(일본어: 西池袋) 등을 포함한다.
이케부쿠로역을 중심으로 선샤인 시티, 세이부 백화점, 로프트, 파르코 등 여러 개의 대형 백화점이 있다. 이케부쿠로의 중심에는 JR 동일본 및 지하철, 세이부 이케부쿠로 선, 도부 도조 선이 교차하는 이케부쿠로 역이 있다. 도쿄 서북쪽에 거주하는 직장인들의 출근길로 많이 이용되며, 일본에서 가장 붐비는 지하철 역 및 신주쿠역에 이어 2번째로 붐비는 전철역이기도 하다.

## 개요
이케부쿠로는 신주쿠(新宿) 및 시부야(渋谷)와 함께 야마노테(山の手)의 3대 부도심 중 하나로, 도시마구에서 교통, 상업, 행정의 중심 지역으로 자리잡고 있다.
이케부쿠로역을 중심으로 동쪽 출구 및 서쪽 출구에는 대규모 번화가가 형성되어 있으며, 대형 백화점, 전문점, 음식점 등이 밀집해 있다. 북쪽 출구 및 동쪽 출구의 선샤인도리(サンシャイン通り) 뒷편, 메이지도리(明治通) 북측 일대에는 대규모 유흥가가 자리잡고 있으며, 선샤인 60(サンシャイン60, 선샤인 시티)와 도시마구청 등 초고층 빌딩이 들어서 있다. 동쪽 출구에는 빅카메라 이케부쿠로 본점(ビックカメラ池袋本店)과 야마다덴키 LABI1 일본 총본점 이케부쿠로(ヤマダデンキLABI1日本総本店池袋)가 위치해 있어, 가전 양판점의 격전지로 알려져 있다. 또한 라면, 서점, 유흥업소의 격전지로도 유명하다. 2020년 7월에는 구 도시마구청 부지 주변에 초고층 빌딩인 하레자 타워와 브릴리아 홀을 비롯한 8개의 극장을 포함한 문화 시설인 "하레자 이케부쿠로(ハレザ池袋)"가 개업하였다. 또한, 이케부쿠로역 서쪽 출구에서는 미쓰비시 지쇼(三菱地所)의 "이케부쿠로역 서쪽 출구 지구 재개발 사업"이 계획되어 있다.
동쪽 출구 방면에는 세이부 이케부쿠로 본점(西武池袋本店), 이케부쿠로 파르코(池袋パルコ) 본점, 선샤인 시티(サンシャインシティ)와 도시마구청이 위치해 있으며, 서쪽 출구 방면에는 도부 백화점 이케부쿠로점 본점, 루미네 이케부쿠로(ルミネ池袋, 구 메트로폴리탄 플라자), 도쿄 예술극장(東京芸術劇場), 이케부쿠로 서쪽 출구 공원(池袋西口公園) 등이 있다.
1885년 일본 철도가 아카바네역(赤羽駅)에서 시나가와역(品川駅) 간에 시나가와선을 개통했을 당시, 이케부쿠로 주변은 도쿄 시 외곽의 전원지대였으며, 개통 당시에는 역이 설치되지 않았다. 1903년에 이케부쿠로역이 개업한 이후, 도부 도조선(東武東上線)과 세이부 이케부쿠로선(西武池袋線)이 개통하면서 철도 결절점으로서의 기능이 강화되었다. 1923년 간토대지진을 계기로 피해가 컸던 시타마치(下町)에서 무사시노 대지(武蔵野台地) 상의 세이부 이케부쿠로선 및 도부 도조선 주변 교외 지역으로 이주하는 사람들이 늘어나면서, 이케부쿠로역의 이용자 수도 지속적으로 증가하였다. 전후 경제 성장과 도쿄 수도권의 확장으로, 도쿄 서부 및 사이타마현의 교외 인구도 더욱 증가하였다.
현재 이케부쿠로역은 4개 철도 회사, 8개 노선이 통합된 거대한 터미널 역으로, 하루 평균 이용자 수는 약 265만 명(2019년도)으로 신주쿠역, 시부야역에 이어 세계 3위를 차지한다. 이케부쿠로역에는 사이타마현 방면으로 이어지는 노선이 다수 포함되어 있어, 통근, 통학, 쇼핑을 위해 이용하는 사이타마현 주민이 많다. 이케부쿠로역의 역 빌딩이 발달하여 역 내에서 쇼핑이 가능하기 때문에 신주쿠나 시부야에 비해 시가지가 넓지 않다는 점을 빗대어 "역부쿠로(駅袋)"라 불리기도 한다. 이케부쿠로역 북쪽에 위치한 "이케후쿠로(いけふくろう)"는 이케부쿠로의 유명한 약속 장소로 알려져 있다.
이케부쿠로역 서쪽 출구에는 관광지화되지 않은 차이나타운이 형성되어 있으며, 중국에서 직접 수입한 식품, 서적, 중식당 등이 다수 있다. 이들 가게의 대부분은 1980년대 이후 일본에 온 중국 동북 지방 및 푸젠성 출신의 신화교(新華僑)가 운영하는 곳들이다.
애니메이트 이케부쿠로 본점(アニメイト池袋本店)과 오토메 로드(乙女ロード)를 중심으로 동쪽 출구에는 젊은 여성을 대상으로 한 애니메이션 굿즈 및 동인지 등을 취급하는 가게들이 밀집해 있으며, 아키하바라가 남성 중심의 오타쿠 거리라면 이케부쿠로는 여성 오타쿠의 거리로도 알려져 있다.
이케부쿠로역에서 조금 떨어진 곳에는 릿쿄 대학(立教大学), 데이쿄 헤이세이 대학(帝京平成大学, 히가시이케부쿠로), 중요문화재로 지정된 프랭크 로이드 라이트 설계의 자유학원 명일관(自由学園明日館), 많은 유명 인사들이 잠들어 있는 조시가야 영원(雑司ヶ谷霊園) 등 녹지와 문화재가 분포하며, 이케부쿠로 연예장(池袋演芸場) 등 연예 및 소극장도 있다.

## 지명의 유래
현재의 이케부쿠로역 서쪽 출구에 있는 메트로폴리탄 호텔 일대(니시이케부쿠로 1초메)에 존재했던 주머니 모양의 연못이 "후쿠로이케(袋池, 마루이케(丸池))"라고 불리며, 이것이 지명의 직접적인 유래로 여겨진다. 그러나 이 지역은 원래 조시가야촌(雑司ヶ谷村)에 속했으며, 이케부쿠로의 원래 중심부였던 이케부쿠로 혼초(池袋本町, 과거의 본촌)와 거리가 있어 이 설에 이의를 제기하는 의견도 있다. 마루이케는 시대가 지나면서 축소되었고, 1970년대 중반까지 현재 메트로폴리탄 호텔 북쪽에 위치한 "구 이케부쿠로 공원(元池袋公園)" 내에 비어 있는 상태로 남아 있었으나, 현재는 완전히 매립되었다. 지명의 유래가 된 연못을 기리기 위해, 원래 장소에서 동쪽으로 인접한 곳에 구 이케부쿠로 사적 공원(元池袋史跡公園)이 개설되었다.

## 역사
과거에는 무사시국 도시마군 이케부쿠로촌(池袋村)이라 불렸으며, 센고쿠 시대의 고문서인 『오다와라슈쇼료야쿠초(小田原衆所領役帳)』(1559년)에는 "오타 신로쿠로(太田新六郎) 지행 삼관오백문(三貫五百文) 이케부쿠로"라고 기록되어 있어, 중세에는 이미 지명이 확립되어 있었던 것으로 추정된다.
메이지 시대의 폐번치현 이후, 이케부쿠로는 도쿄부(東京府)에 속하게 되었고, 1889년 정촌제(町村制)가 시행되면서 스가모촌(巣鴨村)의 대자(大字)가 되었다. 이케부쿠로가 발전하게 된 계기는 철도의 개통이었다. 우에노역(上野駅)에서 마에바시역(前橋駅) 간 노선을 운행하던 일본 철도(日本鉄道)가 1885년, 신바시역(新橋駅)에서 요코하마역(横浜駅)까지의 관영 철도와의 연결을 위해 현재 아카바네선(赤羽線, 사이쿄선(埼京線)) 및 야마노테선(山手線)으로 이어지는 아카바네역(赤羽駅)에서 시나가와역(品川駅) 간 노선을 개통했다. 그러나 이때는 이케부쿠로 지역에 역이 설치되지 않았다. 이후 1903년에 다바타역(田端駅)으로 이어지는 지선을 건설하기로 하였다. 당초에는 메지로역(目白駅)에서의 분기를 계획했으나, 절벽 지형 등 지형적 문제와 장래 타 노선과의 연결을 고려하여 메지로역 북쪽의 넓고 평탄한 대지에 새로 이케부쿠로역을 개설하고, 이곳에서 분기하기로 결정되었다.

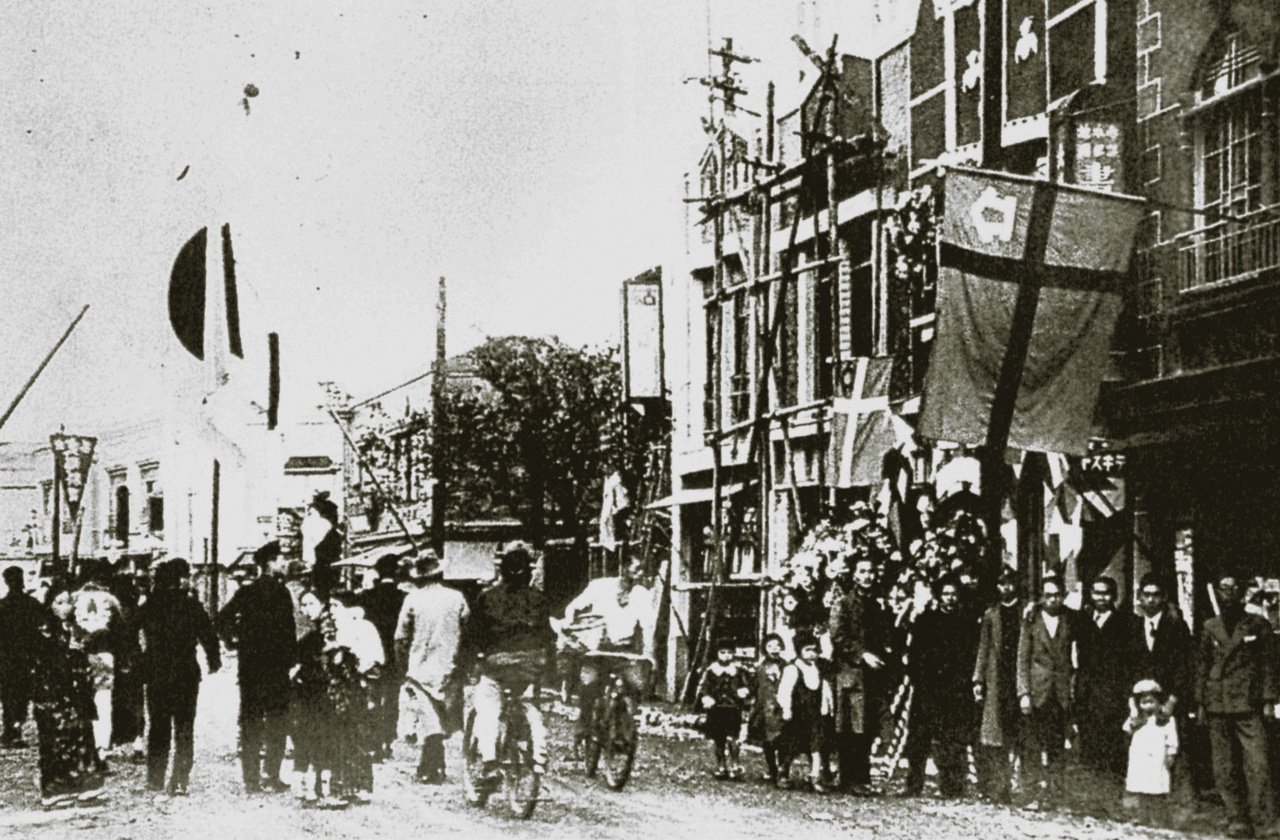
리쿄도리(立教通り) 상점가, 1931년

다이쇼부터 쇼와 시대에 걸쳐, 도조 철도(東上鉄道, 현재의 도부 도조 본선)와 무사시노 철도(武蔵野鉄道, 현재의 세이부 이케부쿠로선) 등이 이케부쿠로로 진입했으나, 당시 이케부쿠로는 아직 번화가로 성장하지 않은 상태여서 두 철도 회사 모두 이케부쿠로를 기점으로 하지 않고, 당시 번화가였던 간다(神田)와 스가모(巣鴨, 1912년에 도쿄 시영 전차가 진입)를 목표로 노선을 계획했다. 이 과정에서 이케부쿠로는 임시 터미널 역으로 개설되었으나, 이후 여러 사정으로 두 철도 모두 도심으로의 연장을 포기하게 되어 결과적으로 이케부쿠로가 기점이 되었다. 당시 도쿄 북부에서 번성했던 곳은 스가모 외에도 시로키야(白木屋)가 위치하고, 오지 전기 궤도(王子電気軌道, 현재의 도덴 아라카와선)와 야마노테선이 교차하는 오쓰카역(大塚駅) 주변이었다. 이케부쿠로는 도요시마 사범학교와 릿쿄 대학 등 학교들이 설립되면서 학업 지구로 성장해갔다.

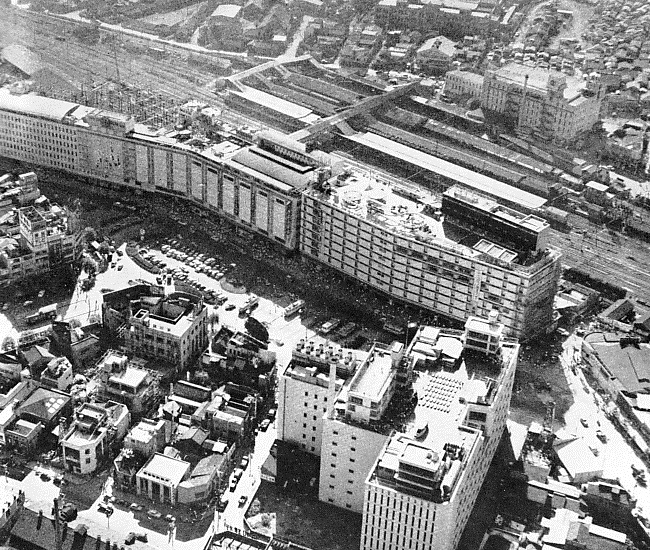
1960년대의 모습

1933년에 시로키야와 게이힌 급행 전철(京浜急行電鉄)이 공동으로 설립한 게이힌 백화점은 1930년대에 ‘기쿠야 백화점(菊屋デパート)’이라는 이름으로 이케부쿠로역에 개점하였다. 그리고 1939년에 도쿄 시영 전차(東京市電, 1943년에 도쿄도 전차로 변경)가 이케부쿠로역 앞에 진입하면서, 이케부쿠로는 교통의 결절점이 되어 활기를 띠기 시작했다. 기쿠야 백화점은 1940년에 무사시노 철도(현 세이부 철도)에게 인수되어 ‘무사시노 식량(武蔵野食糧)’으로 개칭되었고, 이후 무사시노 백화점(武蔵野デパート)을 거쳐 1949년에 ‘세이부 백화점(西武百貨店)’으로 이름을 변경하였다.
태평양 전쟁 직후, 이케부쿠로역 동서에는 암시장이 형성되었고, 국철이 민간 자금을 받아 상업 시설을 유치하는 방식의 민중역 개발이 진행되어 1958년에 도쿄 마루모 이케부쿠로점(東京丸物池袋店, 이후의 파르코)이 개점하였다. 또한, 1962년에 도부 백화점 본점이 개점하였고, 1964년에 도요코 백화점(東横百貨店) 이케부쿠로점을 인수하였다. 이케부쿠로는 신주쿠와 시부야에 비해 역 근처에서 쇼핑이나 식사를 해결하거나, 역을 벗어나지 않고 다른 노선으로 환승하는 이용자가 많아 "역부쿠로(駅袋)"라고도 불렸다. 하지만 1980년대에 이르러 히가시이케부쿠로(東池袋)에 선샤인 시티가 개업하는 등 넓은 영역에서 재개발도 진행되었다.
최근에는 오토메 로드(乙女ロード)를 중심으로 젊은 여성 오타쿠 이용자가 증가하며, 서브컬처의 거리로 성장하고 있다. 다카노 유키오(高野之夫) 구청장이 문화 사업과 거리 미화를 추진한 결과, 2013년에는 살고 싶은 도시 랭킹 3위에, 2018년에는 5위에 오르기도 하였다.

### 내용주
1. ↑  지명에서 "후쿠로(袋)"는 "강과 강이 합류하는 곳"을 의미하며, 계곡(谷)이나 저지대(谷戸) 등이 주머니 형태로 움푹 파인 지형이나, 하천이 주머니처럼 굽이치는 곳에서 흔히 사용된다(도쿄의 누마부쿠로(沼袋), 가나가와현 요코하마시의 이케부쿠로(池袋) 등). 이를 바탕으로, NHK 종합 텔레비전 『브라타모리(ブラタモリ) - 이케부쿠로·스가모』(2011년 1월 27일 방송)에서는, 옛 이케부쿠로촌 북동부 부근(이케부쿠로 혼초 4초메 - 이타바시구 이타바시 1초메)에서 마을을 흐르던 강이 합류하는 지점이 지명의 유래와 관련이 있을 것으로 추정하였다.